# Israel Kirzner
Israel Meir Kirzner (ur. 13 lutego 1930 w Londynie) – ekonomista szkoły austriackiej, uczeń Ludwiga von Misesa.

## Wykształcenie
Israel Kirzner studiował na Uniwersytecie w Kapsztadzie w RPA w latach 1947–1948 oraz w ramach programu zewnętrznego na Uniwersytecie Londynu (1950-51). Uzyskał licencjat w Brooklyn College w 1954 r., oraz dyplom magisterski w 1955 r. Stopień doktorski uzyskał dwa lata później na Uniwersytecie Nowego Jorku. Był uczestnikiem prywatnych seminariów Ludwiga von Misesa.

## Poglądy ekonomiczne
Obszarem zainteresowań naukowych Israela Kirznera, a zarazem dziedziną, w której dokonał najważniejszych odkryć, jest zjawisko przedsiębiorczości. Jest ono, zdaniem Kirznera, ważnym składnikiem rzeczywistości gospodarczej, pomijanym zarazem w tradycyjnej teorii ekonomicznej.

### Koncepcja przedsiębiorczości Kirznera
Człowiek jest przedsiębiorczy wtedy, gdy dostosowuje środki realizacji obranych przez siebie celów do zmieniających się warunków działania. Tak sformułowana definicja przedsiębiorczości jest bardzo szeroka. Obejmuje w swoim zakresie nie tylko działania potocznie przypisywane przedsiębiorcom (właścicielom/zarządcom firm), ale także każde działanie w warunkach niepewności. Niepewność związana, zdaniem Kirznera, z każdym rzeczywistym działaniem polega na tym, że nie da się przewidzieć wszystkich zdarzeń mogących potencjalnie mieć wpływ na realizację danego działania. W związku z tym, aby osiągnąć cel tego działania, należy dostosować je do warunków w jakich jest ono realizowane. Ten właśnie proces Kirzner nazywa przedsiębiorczością. Jego zdaniem, każdy człowiek jest w jakiejś mierze przedsiębiorczy, ale cecha ta jest stopniowalna. Im szybciej następuje proces dostosowania, tym większy jest stopień przedsiębiorczości.
W przypadku przedsięwzięć gospodarczych, niepewność przejawia się w tym, że trudno jest przewidzieć przychody i koszty działań. Na skutek błędnej ich kalkulacji przedsiębiorcy nieefektywnie alokują zasoby. Przedsiębiorczość w takiej sytuacji polega na dostrzeżeniu tej alokacji i naprawieniu jej, czyli zmodyfikowaniu przedsięwzięcia. Proces ten, zdaniem Kirznera, jest procesem doprowadzającym do równowagi rynkowej.

### Ignorancja i odkrycie
Niepewność, będąca nieodłącznym elementem procesu podejmowania decyzji wynika stąd, że przedsiębiorcy (osoby podejmujące decyzje) nie są w stanie zgromadzić wszystkich informacji istotnych dla osiągnięcia zamierzonych przez niego celów. Innymi słowy, przedsiębiorcy są w pewnym zakresie ignorantami, gdyż nie posiadają pewnej wiedzy. Nie są oni jednak w stanie, jak to jest możliwe w neoklasycznym modelu przedsiębiorstwa, uwzględnić tego braku informacji poprzez zwiększenie przewidywanych kosztów przedsięwzięcia. Jest tak dlatego, że wiedza ma, zdaniem Kirznera, charakter otwarto-zamknięty, czyli przedsiębiorca często nie wie, czego nie wie o danym, istotnym dla jego przedsięwzięcia zjawisku. Nie może więc tego uwzględnić w planowanych przez niego działaniach. Podczas ich realizacji, nieprzewidziane przez niego zjawiska ujawniają się sprawiając, że działania te doprowadzają do nieefektywnej alokacji zasobów. Przedsiębiorczość w takiej sytuacji przejawia się poprzez odkrycie tego stanu rzeczy i naprawienie go.

### Krytyka
Koncepcja przedsiębiorczości przedstawiona przez Kirznera była krytykowana między innymi poprzez podważanie twierdzenia, że proces przedsiębiorczy doprowadza rynek do stanu równowagi. Argumentowano, że istotnym składnikiem przedsiębiorczości jest innowacyjność i kreatywność. Polega ona na odkrywaniu nowych metod działania, nowych produktów i sposobów wytwarzania. W tym sensie jest ona raczej siłą wytrącającą rynek ze stanu równowagi, ale doprowadzającą do wzrostu gospodarczego. Warto zauważyć, że takie rozumienie przedsiębiorczości może być komplementarne z koncepcją Kirznera. Kiedy przedsiębiorca w pierwszym sensie wytrąca rynek ze stanu równowagi odkrywając nowy sposób produkcji, inni przedsiębiorcy (w sensie Kirznera) poprzez swoje działania naprawiające alokację doprowadzają rynek do nowego stanu równowagi. Dopiero współistnienie obu tych rodzajów przedsiębiorczości doprowadza do wzrostu gospodarczego.